# Jan Schiffers
Jan Schiffers (* 6. Januar 1977 in Kaltenkirchen) ist ein deutscher Rechtsanwalt und Politiker der AfD. Er war von 2018 bis 2023 Mitglied des Bayerischen Landtags.

## Leben
Schiffers legte sein Abitur in Kaltenkirchen ab und studierte Rechtswissenschaften an der Universität Erlangen-Nürnberg. Sein Referendariat absolvierte er am Landgericht Darmstadt. Seitdem ist er als Rechtsanwalt in Bamberg tätig. Schiffers ist evangelisch-lutherisch, verheiratet und Vater zweier Töchter.

## Politik
Schiffers ist seit 2013 Mitglied der bayerischen AfD und seit 2016 Vorsitzender des Kreisverbandes Bamberg. Bei der Bundestagswahl 2017 trat er als Direktkandidat der AfD im Wahlkreis Bamberg an. Bei der bayerischen Landtagswahl 2018 kandidierte er als Stimmkreisabgeordneter im Stimmkreis Bamberg-Stadt und auf Listenplatz 4 der AfD in Oberfranken. und zog über die Bezirksliste als Abgeordneter in den Bayerischen Landtag ein. Seit der Kommunalwahl 2020 ist er auch Stadtrat der AfD in Bamberg.
Im Landtag war Schiffers Mitglied des Ausschusses für Arbeit und Soziales, Jugend und Familie im Bayerischen Landtag und Sprecher der AfD-Fraktion für Integration, Jugend und Kinder.
Im Dezember 2019 scheiterte die AfD-Fraktion im Landtag daran, Schiffers zum Vizepräsidenten des bayerischen Landtages wählen zu lassen. Nach der Landtagswahl 2023 schied er wieder aus dem Landtag aus.

### Positionen

#### Verhältnis zum Rechtsextremismus
Jan Schiffers ist Unterzeichner der Erfurter Resolution des völkisch-nationalen Flügels der AfD. Schiffers steht dem Bamberger Ankerzentrum kritisch gegenüber, weil es Wohnraum für Einheimische blockiere. Schiffers war Teilnehmer am Marsch für das Leben in München.

#### Verhältnis zum Islam
In einer Rede zu einem Antrag zum Minarettverbot sprach Schiffers von „Unterwerfungsgesten gegenüber dem Islam“ durch politische Parteien in Deutschland und nannte Minarette ein „Zeichen des Machtanspruches des Islam“. Auch sprach er sich gegen den Islamunterricht an bayerischen Schulen aus.